# John Boswall
John Boswall (* 2. Mai 1920 in Oxfordshire, England als John Stuart; † 6. Juni 2011 in South Woodchester, Gloucestershire, England) war ein britischer Schauspieler.

## Biografie
Boswall wurde als John Stuart geboren. Er änderte seinen Namen in John Boswall, um Verwechslungen mit einem anderen gleichnamigen Schauspieler zu vermeiden und schaffte es, bei der BBC und im Repertoiretheater in Derby zu arbeiten. Vor seiner Karriere als Schauspieler besuchte er die University of Oxford und diente während des Zweiten Weltkriegs in Burma. Sein Schaffen als Schauspieler für Film und Fernsehen umfasst rund 60 Produktionen.
Durch seine Bühnenarbeit lernte er seinen Freund Richard Latham und seine Frau Patty kennen, mit denen er 30 Jahre lang lebte, zuerst in London und dann in Gloucestershire bis zu seinem Tod.
Er starb an Bauchspeicheldrüsenkrebs.

## Karriere

### Fernsehen (Auswahl)
- 1971: Paul Temple (1 Folge)
- 1973: Wessex Tales
- 1975: Edward the Seventh
- 1976: Die Onedin-Linie (The Onedin Line, 1 Folge)
- 1980: Love in a Cold Climate
- 1982: Der Hund von Baskerville (The Hound of the Baskervilles)
- 1982: Sapphire & Steel (4 Folgen)
- 1986: No Place Like Home
- 1990: EastEnders (10 Folgen)
- 1991: Hitler zu verkaufen (Selling Hitler, 3 Folgen)
- 1991: Agatha Christie’s Poirot – Das Wespennest (The Wasps’ Nest)
- 1993: Drop the Dead Donkey
- 1993: Lovejoy
- 1996: Poldark
- 2000: Doctors (1 Folge)
- 2005: Rom (4 Folgen)
- 2006: Terry Pratchett’s Hogfather

### Bühne (Auswahl)
- 1974: Cymbeline
- 1974: Die tragische Historie vom Doktor Faustus
- 1975: The Fool im Royal Court Theatre
- 1979: Sweeney Todd
- 1979–1980: Ein Sommernachtstraum
- 1980–1981: Kiss Me, Kate im Bristol Old Vic
- 1984–1985: Heinrich IV., Teil 1 im Theatre Royal (Bath)
- 1985–1986: Die Kameliendame mit der Royal Shakespeare Company
- 1992: Der Bürger als Edelmann im Royal National Theatre

### Filmografie (Auswahl)
- 1984: 1984
- 1990: Drei Männer und eine kleine Lady (3 Men and a Little Lady)
- 1996: Sturm in den Weiden (The Wind in the Willows)
- 1999: Johanna von Orleans (The Messenger: The Story of Joan of Arc)
- 2000: Hotel Splendide
- 2004: Der Duft von Lavendel (Ladies in Lavender)
- 2006: Pirates of the Caribbean – Fluch der Karibik 2 (Pirates of the Caribbean: Dead Man’s Chest)
- 2009: Morris: A Life with Bells On